# Ilie Nică
Ilie Nică (n. 11 iulie 1951) este un fost deputat român în legislatura 1990-1992, ales în județul Prahova pe listele partidului FSN. În cadrul activității sale parlamentare în legislatura 1990-1992, Ilie Nică a fost membru în grupurile parlamentare de prietenie cu Republica Coreea, Japonia și Canada. În legislatura 1992-1996, Ilie Nică a fost ales deputat pe listele PDSR.